# 皮科洛米尼环形山
皮科洛米尼环形山(Piccolomini)是位于月球正面南半球的一座大撞击坑，约形成于38-32亿年前的晚雨海世，其名称取自十六世纪意大利大主教及天文学家亚历山德罗·皮科洛米尼(Alessandro Piccolomini，1508年-1571年)，1935年被国际天文学联合会批准接受。

## 描述
该陨坑西南偏西毗邻罗斯曼陨石坑、西侧靠近弗拉卡斯托罗环形山、魏内克陨石坑位于它的东北偏东、东侧则是内安德环形山、而它的东南偏东和西南分别坐落着更大的勃伦纳环形山和斯提博腊斯陨石坑。皮科洛米尼环形山的西北横亘着阿尔泰断崖。该陨坑中心月面坐标为29°42′S 32°12′E / 29.7°S 32.2°E，
直径87.6公里，深度约4.2公里。
皮科洛米尼环形山外观呈多边形状，未受到后期严重的撞击侵蚀。坑壁边沿略有磨损，南侧壁有一处因壁顶坍塌形成的凹陷区，数道平行的山谷穿过其中，并平缓延伸至坑底。陨坑内侧壁拥有宽阔的阶地状结构，这些结构受地震等原因引起的滑坡和侵蚀已变动有些平坦，大量涌入的碎岩越过北侧坑壁，流入到坑底北侧。该陨坑坑壁平均高出周边地形4500米，内部容积约有7200公里³。碗状的坑底相对平坦，只分布有一些小山丘和小陨坑，中心处矗立着一座被一群更小的山丘簇拥的组合中央峰，主峰高出周边地面约2公里，其成分是由钙长石(A)和含85-90%斜长石的辉长-苏长-橄长岩斜长岩(GNTA1)所构成。

## 卫星陨石坑
按惯例，最靠近皮科洛米尼环形山的卫星坑将在月图上以字母标注在它的中心点旁边。
| 皮科洛米尼 | 纬度    | 经度    | 直径    |
| ---------- | ------- | ------- | ------- |
| A          | 26.4° S | 30.4° E | 16 公里 |
| B          | 25.8° S | 30.5° E | 12 公里 |
| C          | 27.6° S | 31.1° E | 26 公里 |
| D          | 26.9° S | 32.2° E | 17 公里 |
| E          | 26.1° S | 31.8° E | 18 公里 |
| F          | 26.3° S | 31.8° E | 72 公里 |
| G          | 27.2° S | 34.7° E | 18 公里 |
| H          | 27.9° S | 27.6° E | 9 公里  |
| J          | 25.0° S | 30.1° E | 28 公里 |
| K          | 25.7° S | 29.7° E | 8 公里  |
| L          | 26.1° S | 33.7° E | 12 公里 |
| M          | 27.8° S | 31.8° E | 23 公里 |
| N          | 27.3° S | 26.2° E | 9 公里  |
| O          | 26.6° S | 30.5° E | 11 公里 |
| P          | 30.4° S | 35.9° E | 12 公里 |
| Q          | 30.8° S | 36.4° E | 14 公里 |
| R          | 29.3° S | 35.3° E | 16 公里 |
| S          | 31.6° S | 34.1° E | 21 公里 |
| T          | 28.5° S | 29.0° E | 8 公里  |
| W          | 26.8° S | 29.2° E | 6 公里  |
| X          | 26.9° S | 31.5° E | 8 公里  |

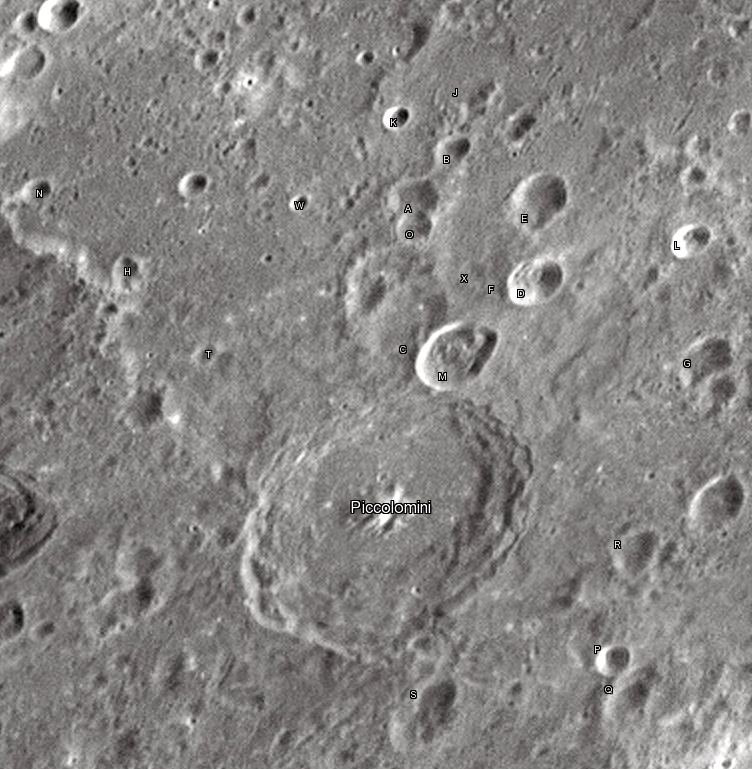
戴维·坎贝尔图片

- 卫星坑"皮科洛米尼 L"已被月球和行星观测协会(ALPO)列入《带有明亮射纹系统的撞击坑列表》[9]；
- 卫星坑"皮科洛米尼 E"、"皮科洛米尼 G"、"皮科洛米尼 Q"和"皮科洛米尼 X"被月球及行星观测者协会(ALPO)列入《内侧壁坡带有暗黑辐射纹的撞击坑列表》[10]。